# AFMS-10

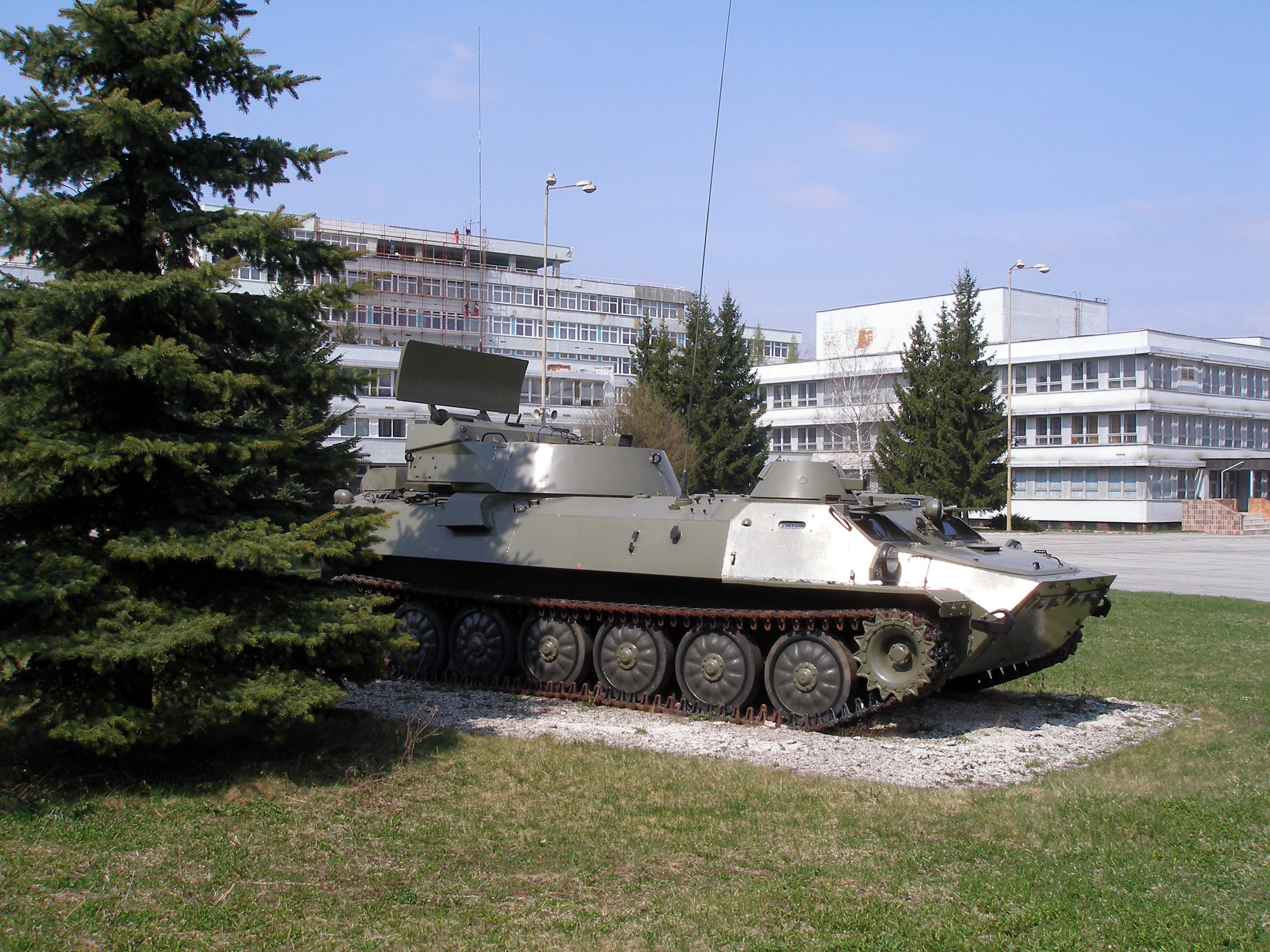
1RL232 Leopard

Die Artillerie-Funkmeßstation 10, abgekürzt AFMS-10, ist ein in der Sowjetunion ab 1966 entwickeltes Artillerieaufklärungsradar. Die russische Bezeichnung lautet станция наземной артиллерийской разведки-10, abgekürzt СНАР-10 und bedeutet sinngemäß übersetzt Station zur bodengebundenen Artillerieaufklärung (SNAR-10). Der Projektname ist Leopard (Леопард), der GRAU-Index 1РЛ232 (1RL232). In der NATO wird das Waffensystem als Big Fred geführt. Das Radargerät dient zur Aufklärung gegnerischer Ziele, der Ermittlung von Zielkoordinaten und zur Führung des eigenen Feuers. In dieser Funktion löste sie ihre Vorgänger SNAR-6 und SNAR-2 ab.

## Entwicklung
Ab Beginn der 1960er Jahre vollzog sich in der Sowjetarmee der Übergang zur selbstfahrenden Artillerie. Ab 1965 wurde die 122-mm-Selbstfahrlafette (Sfl) 2S1, ab 1967 die 122-mm-Sfl 2S2 und die 152-mm-Sfl 2S3 entwickelt. Diese Waffensysteme zeichneten sich durch einen besseren Schutz und eine höhere taktische Beweglichkeit gegenüber der herkömmlichen gezogenen Artillerie aus. Folgerichtig ergab sich auch die Notwendigkeit, Führungs- und Aufklärungsmittel zu entwickeln, die zusammen mit der Sfl-Artillerie eingesetzt werden konnten. Für die Führung der Artilleriebatterien und -abteilungen wurde der Führungskomplex 1W12 Maschina entwickelt. Wie auch die Haubitze auf dem Chassis des MT-LBu aufgebaut, zeichneten sich die Fahrzeuge des Komplexes durch den Schutz der Besatzung gegen Splitter und Handfeuerwaffen sowie vor radioaktiv, chemisch und biologisch (bakteriologisch) verseuchter Außenluft und eine hohe taktische Beweglichkeit aus. Zudem konnte mit dem Führungskomplex die Feuerleitung weitgehend automatisiert und damit die Reaktionszeit der Artilleriebatterien und -abteilungen verkürzt werden. Als Aufklärungsmittel kamen bis zu diesem Zeitraum hauptsächlich verschiedene Schallmesskomplexe und die Artilleriefunkmessstationen AFMS-2 und AFMS-6 zum Einsatz. Letztere genügten aber nicht mehr den gestiegenen Anforderungen. Auf dem Fahrgestell des leichten Kettenschleppers AT-L aufgebaut, waren sie zu unbeweglich und zu groß. Außerdem war keinerlei Schutz für die Besatzung vorhanden. Im Jahr 1966 beauftragte daher die Hauptverwaltung Raketen und Artillerie die Entwicklung einer neuen Artilleriefunkmessstation. Besonderer Augenmerk wurde auf die Überlebensfähigkeit auf dem Gefechtsfeld, weitgehende Autonomie, taktische Beweglichkeit und die Möglichkeit zur Datenübertragung gelegt.
Das System sollte funktional die AFMS-6 ersetzen. Dabei sollten sowohl die elektronischen Baugruppen, als auch das Fahrgestell neu entwickelt werden. Zunächst sollte die Station auf dem Chassis des Schützenpanzers BMP-1 aufgebaut werden. Im Laufe der Entwicklung ergaben sich jedoch Schwierigkeiten sowohl im elektronischen Teil, als auch mit dem vorgesehenen Chassis. Das für die Produktion des Fahrgestells vorgesehene Tscheljabinsker Traktorenwerk lehnte die Nutzung des Chassis des BMP-1 kategorisch ab. Dies verzögerte die Entwicklung nachhaltig. Erst 1969 wies der Generalstab der Streitkräfte der UdSSR an, das Chassis des Artillerieschleppers MT-LB zu nutzen. Die staatliche Erprobung des Systems begann, wie vorgesehen, 1970 auf dem Schießplatz Smolino (Смолино) (Oblast Nischni Nowgorod) und konnte am 30. Dezember dieses Jahres erfolgreich abgeschlossen werden. Im Folgejahr wurde die Station in die Bewaffnung der Sowjetarmee aufgenommen.
Die Serienproduktion der SNAR-10 sollte 1972 begonnen werden. Aufgrund der Neuartigkeit des Systems ergaben sich jedoch viele Schwierigkeiten, so dass mit der Serienproduktion erst 1973 im Werk Arsenal (Арсенал) in Tula begonnen werden konnte. Bis zum Ende der Serienproduktion wurden jährlich vierzig bis fünfzig Stationen produziert. Die Produktion der verbesserten Version SNAR-10M wurde 2004 aufgenommen.

## Konstruktion
Das System besteht aus
- dem Basisfahrzeug
- dem Funkmessgerät 1RL127[5]
- den optischen Beobachtungs- und Aufklärungsgeräten
- den Navigations- und Orientierungsgeräten
- der Stromversorgung
- dem Lebenserhaltungssystem
- den Nachrichtengeräten
- der Turmanlage TKB-01

### Grundsätzliches Zusammenwirken der Elemente des Waffensystems
Das Basisfahrzeug nimmt alle Baugruppen des Systems einschließlich der Antennenanlage auf.
Grundsätzlich wird die SNAR-10 aus vermessenen Stellungen eingesetzt. Mit Hilfe der Navigations- und Orientierungsgeräte kann der Standort des Fahrzeuges unabhängig von zusätzlichen Hilfsmitteln bestimmt werden. Zur Aufklärung wird die Sektorsuche eingesetzt, dabei wird ein Sektor mit einer Breite von 26° durchsucht. Die aufgeklärten Ziele werden auf einem Rundsichtgerät dargestellt, auf dem auch elektronisch eine Darstellung der Grenzen des Sektors erzeugt wird. Die Station kann auch im Rundumsuchbetrieb arbeiten. Die zu begleitenden Ziele werden auf einem Sichtgerät dargestellt, mit dessen Hilfe auch Seitenwinkel und Entfernung zum Ziel ermittelt werden. Die berechneten Koordinaten werden fernmündlich und über Funk an die schießenden Batterien übertragen. Um Fest- von beweglichen Zielen zu unterscheiden, werden zweifarbige Bildschirme benutzt. Das Zielbegleitungs-Sichtgerät dient auch zur Darstellung der Einschläge der eigenen Artillerie und der Vermessung der Ablage. Die ermittelte Ablage wird zur Feuerkorrektur ebenfalls fernmündlich und über Funk an die schießenden Batterien weitergegeben.
Die Besatzung der SNAR-10 besteht aus vier Soldaten. Für den Übergang von Marsch- in Gefechtslage wird eine Zeit von 5 bis 20 Minuten benötigt, von Gefechts- in Marschlage eine Zeit von einer Minute.

### Basisfahrzeug
Das Basisfahrzeug ist auf dem Fahrgestell des leichten Artillerieschleppers MT-LB aufgebaut.
Die Wanne des Basisfahrzeuges  ist aus Panzerstahl mit einer Stärke von drei bis zehn Millimeter verschweißt. Die Panzerung schützt die Besatzung gegen Schützenmunition und Granatsplitter. Die Wanne ist in mehrere Bereiche unterteilt, die miteinander in Verbindung stehen. Motor und Aggregat sind durch Trennwände von den Besatzungsbereichen abgegrenzt. Im Bug des Fahrzeuges finden der Fahrer links und der Vermesser rechts ihren Platz. Beide können das vor ihnen liegende Gelände durch große Sichtscheiben beobachten, die bei Bedarf durch Panzerplatten verschlossen werden können, dann erfolgt die Beobachtung über Winkelspiegel. Der Vermesser ist auch für die Bedienung eines der zwei Funkgeräte und des 7,62-mm-MG PKT verantwortlich, das in der Turmanlage TKB-01 untergebracht ist. Unmittelbar anschließend folgt der Motorraum, darauf folgend der Kampfraum, in dem die elektrischen Baugruppen des Funkmessgerätes und das zweite Funkgerät untergebracht sind. Der Kampfraum befindet sich in einem flachen Turm auf dem hinteren Teil der Wanne, auf dem auch der absenkbare parabolisch-lineare Antennenreflektor angebracht ist. Im Kampfraum finden links der Kommandant und rechts der Funkmessspezialist Platz. Hinter dem Kampfraum ist die Stromversorgungsanlage mit einem Elektroaggregat untergebracht. Der Zugang zum Fahrzeug erfolgt durch zwei Luken vorn und zwei Luken im Turm. Zwei große Luken in der Rückwand des Fahrzeuges dienen als Notzu- und Ausgang des Kampfraumes links und als Zugang zum Aggregat rechts.
Der Achtzylinder-Dieselmotor JaMZ-238 leistet 240 PS (177 kW) bei 2.100/min. Er ist längs eingebaut. Über die Hauptkupplung und eine kurze Kardanwelle wird das im Bug des Fahrzeuges liegende Wechselgetriebe angetrieben. Über die seitlich angeflanschten Lenkkupplungen mit Bremse, die Verteilergetriebe und die Seitenvorgelege werden die vorn liegenden Antriebsräder angetrieben. Das Schema der Kraftübertragung folgt dabei prinzipiell dem schon beim BTR-50 verwendeten, allerdings liegen bei diesem die Antriebsräder hinten, und ist mit dem des MT-LB identisch. Gelenkt wird das Fahrzeug über Lenkhebel, die die Lenkkupplungen aus- bzw. einkuppeln. Die Lenkkupplung ist eine Mehrscheiben-Trockenkupplung ohne Kupplungsbeläge, die Hauptkupplung eine Zweischeiben-Trockenkupplung mit Bremsbelägen. Die Bremsen sind als Summenbandbremsen ausgelegt.
Das Laufwerk besitzt pro Seite ein vorn liegendes Antriebs- und ein hinten liegendes Leitrad, welches auch zum Spannen der Kette benutzt wird. Die sechs Laufrollen auf jeder Seite sind unabhängig voneinander drehstabgefedert. Die Federung der Laufrollen der ersten und der letzten Achse wird durch einen hydraulischen Stoßdämpfer gedämpft.
Das Fahrzeug hat ein Gesamtgewicht von 12,5 t bei einer Länge von 6454 mm, eine Breite von 2850 mm. In Marschlage ist das Fahrzeug 2390 mm
hoch, in Gefechtslage, mit ausgeklappter Antenne, 2780 mm. Die Höchstgeschwindigkeit liegt bei 60 km/h, der Fahrbereich bei 500 km. Im Gegensatz zu anderen Ausführungen des MT-LB ist die AFMS-10 durch die schwere hintere Turmanlage nicht schwimmfähig.

### Funkmessgerät 1RL127
Das Funkmessgerät 1RL127 besteht aus
- Sendesystem mit AFN-System
- Antennen-Hohlleitersystem
- Empfangssystem
- Entfernungsmesssystem
- SBZ-System
- Steuer- und Ablese-System
- System zur Koordinatenumformung
- Anzeigesystem

Das Funkmessgerät 1RL127 arbeitet  im Millimeterwellenbereich mit einer Wellenlänge von ungefähr 8 mm. Die Impulsfolgefrequenz liegt bei 0,15 µs. Im Sendeteil wird das Signal durch ein Klystron erzeugt und durch ein Magnetron verstärkt. Zum Schutz der Besatzung sind die Hohlleiter mit dem verstärkten Signal unter Druck gesetzt, bei der Feststellung möglicher Lecks wird das Magnetron abgestellt. Das Funkmessgerät besitzt ein System zur Selektion beweglicher Ziele (SBZ), was allerdings durch seine Komplexität und Leistungsschwäche selten eingesetzt wird.
Die aufgeklärten Ziele erscheinen auf einem rechteckigen Sichtgerät, auf dem der Azimutwinkel relativ zur Sichtachse horizontal und die Entfernung vertikal angezeigt werden. Das System verfügt nicht über Digitalrechner und benutzt analoge elektromechanische Geräte. Die Koordinatenumformung von den gemessenen Polarkoordinaten in Plankoordinaten wird durch den Kartentisch LPD-43 am Sitzplatz des Kommandanten erwirkt. Dieser benutzt die Polarkoordinaten, die dem Fadenkreuz des Sichtgeräts entsprechen und zeigen sie auf einer eingespannten Karten mit Lichtstift von unten durch. Die Plankoordinaten können dann von mechanischen Zählern am Kurstisch abgelesen werden. Diese werden dann mündlich durch das Funkgerät R123 an die Führungskomplexe übermittelt.
Die Aufklärungsentfernung liegt zwischen 300 m und 50 km. Panzer und Kraftfahrzeuge können ohne SBZ auf maximal 16 bis 23 km aufgeklärt werden. Bei Verwendung des SBZ verringert sich diese Entfernung auf 10 bis 18 km. Granateinschläge können bis auf 10 km aufgeklärt werden. Große Seeziele sind bei niedrigem Seegang bis auf 50 km sichtbar. Die Aufklärungsgenauigkeit beträgt bei einer Entfernung von 5 km ungefähr 5–10 m.

### Optische Beobachtungs- und Aufklärungsgeräte
An optischen Beobachtungs- und Aufklärungsgeräte sind vorhanden:
- ein Periskopvisier TW-240 für den Kommandanten zum Einrichten der Station wie auch zum Finden und Nachprüfen von Zielen,
- mehrere Panzerbeobachtungsgeräte TNPO-170A zur Beobachtung des Geländes,
- ein Periskopzielfernrohr PP-61B für das Turm-MG, im Turm TKB-01 installiert,
- ein Nachtsichtgerät TWN-2B für den Fahrer

### Navigations- und Orientierungsgeräte
Grundlage der Nutzung der Zielkoordinaten ist die Bestimmung des eigenen Standortes. Da die SNAR-10 weitgehend autonom arbeiten sollte, musste die Standortbestimmung mit Bordmitteln erfolgen. An Geräten sind vorhanden:
- ein Kreiselkompass 1G11N bzw. 1G25-1 (1RL232-1)
- ein Kurstisch KP-4
- ein Streckengeber
- ein Kreiselkursanzeiger GAK mit Kreisel 1G13 bzw. 1G13M (1RL232-1)
- ein Richtkreis PAB-2M

Die grobe Standortbestimmung erfolgt während des Marsches durch den Kurstisch KP-4. Auf diesem Kurstisch wird der zurückgelegte Weg auf einem aufgelegten Kartenblatt eingezeichnet. Dazu wird der Richtungswinkel ununterbrochen vom Kreiselkursanzeiger GAK und die zurückgelegte Wegstrecke vom Streckengeber übertragen. Auf Straßenmärschen von weniger als vier Kilometern lag der Fehler der Streckenbestimmung bei weniger als 22 m, bei größeren Marschstrecken betrug er weniger als 0,6 % der zurückgelegten Strecke. Bei Geländefahrten und Fahrten auf weichem Boden wie Sand wird die Streckenübertragung ungenau und muss laufend manuell korrigiert werden. Das macht den Kurstisch für die genaue Standortermittlung unter Einsatzbedingungen unbrauchbar.
Vor dem Einsatz wird der genaue Standort mit Hilfe des Richtkreises PAB-2M durch den Vermesser ermittelt. Das kann geschehen, während das Funkmessgerät gestartet wird.

### Stromversorgung
Die Stromversorgung besteht aus:
- ein Aggregat AM-4-0/230/Tsch-400-A4
- ein Generator G-290
- den Akkumulatoren 6STÄN-140M und 6ST60-ÄM

Das Aggregat AM-4-0/230/Tsch-400-A4 stellt bei einer Nennleistung von 4 kW Wechselstrom mit einer Nennspannung von 230 V und einer Frequenz von 400 Hz bereit. Mit Hilfe des an das Getriebe des Fahrmotors angeflanschten Generators G-290 kann die Stromversorgung der Station auch ohne das Aggregat sichergestellt werden. Die Stromversorgungsanlage ist größtenteils im hinteren rechten Teil des Kampfraumes untergebracht, der Generator G-290 und die Akkumulatoren befinden sich im Motorraum des Fahrzeuges.

### Lebenserhaltungssystem
Das Lebenserhaltungssystem schützt die Besatzung vor radioaktiv, chemisch und biologisch (bakteriologisch) verseuchter Außenluft und dient außerdem dem Brandschutz. Es besteht aus:
- dem Dosisleistungsmesser DP-3B
- der Filterlüftungsanlage PAZ
- dem Staubabscheider
- dem Entgiftungssatz IDK-1
- dem Feuerlöscher OU-2
- der Heiz- und Lüftungsanlage OW-65G
- dem Druckmesser DTNMP-100
- dem Steuerblock für Lüftungsklappen LPD-5

Durch die Filterlüftungsanlage PAZ wird die Außenluft gefiltert und so Staub und verseuchte Außenluft ferngehalten. Bei Überschreitung einer bestimmten Strahlendosis, die vom Dosisleistungsmesser DP-3B festgestellt wird, werden durch den Steuerblock die Lüftungsklappen geschlossen und der Innenraum unter Überdruck gesetzt. Das Schließen der Klappen kann auch manuell erfolgen.

### Nachrichtengeräte
Die Nachrichtengeräte dienen zur Führung der Station und zur Übermittlung der Zielkoordinaten. Dazu stehen zwei Panzerfunkgeräte R-123 mit einer Reichweite von ungefähr 20 km zur Verfügung. Zur Verständigung der Besatzung dient eine Bordsprechanlage R-124. Außerdem sind noch zwei Feldfernsprecher TA 57 vorhanden.

### Turmanlage TKB-01
Die Turmanlage TKB-01 befinden sich auf der Wanne vorn rechts. Sie nimmt das Maschinengewehr PKT und das Panzerzielfernrohr auf.

## Modifikationen
1RL232Als 1RL232 (1РЛ232) bzw. SNAR-10 bzw. AFMS-10  wurde die bis 1991 hergestellte ursprüngliche Ausführung bezeichnet.
1RL232-1Bei der 1RL232-1 handelt es sich um eine in Teilbereichen modifizierte Ausführung der SNAR-10.
1RL232-2Als 1RL232-2 (1РЛ232-2) bzw. 1RL232-1M (1РЛ232-1М) wird eine ab 2004 vom Hersteller angebotene Ausführung bezeichnet. Das Konstruktionsprinzip und das Basisfahrzeug wurden übernommen, jedoch wurde Radaranlage durch ein Radargerät Kredo-1E (Кредо-1Е) ersetzt und die Signalverarbeitung teilweise digitalisiert. Außerdem kommen zeitgemäße Anzeige- und Navigationsgeräte zum Einsatz.

## Einsatz
Einsatzgrundsätze
Die SNAR-10 wurde auf Ebene der Division zur Führung der in Divisionsartilleriegruppen zusammengefassten Artillerie eingesetzt. Dazu war sie in der Struktur den Führungsbatterien des Chefs Artillerie bzw. des Chefs Raketentruppen und Artillerie zugeordnet.
Einsatzstaaten
Das System wurde ab 1973 in der Sowjetarmee eingeführt. Die SNAR-10 wurde auch in einzelne Staaten, wie beispielsweise die DDR, exportiert.
Einsatz in der DDR
In der Nationalen Volksarmee der DDR wurde die SNAR-10 ab Ende der 1970er Jahre in geringer Stückzahl eingesetzt. Abweichend vom Ursprungsnamen wählte man die Bezeichnung Artillerie-Funkmeßstation AFMS-10. In den Verbänden der ständigen Bereitschaft ersetzte die AFMS-10 in den 1970er Jahren die AFMS-6 bzw. AFMS-2. Auch die Führungsbatterien des Chefs Raketentruppen und Artillerie der Mobilmachungsdivisionen wurden zumindest teilweise mit der AFMS-10 ausgestattet. Bei der Übergabe an die Bundeswehr hatte die NVA 24 AFMS-10 im Bestand.